# Serdar Tasci
Serdar Tasci (ur. 24 kwietnia 1987 w Esslingen am Neckar) – niemiecki piłkarz tureckiego pochodzenia występujący na pozycji obrońcy. Były reprezentant Niemiec. Brązowy medalista Mistrzostw Świata 2010.

## Kariera klubowa
Tasci jest wychowankiem małego klubu SC Altbach. Następnie grał w juniorach Stuttgarter Kickers, a w lutym 1999 roku trafił do młodzieżowego zespołu VfB Stuttgart. W sezonie 2005/2006 awansował do amatorskiej drużyny grającej w Regionallidze Południowej. Na szczeblu trzeciej ligi Serdar wystąpił w 30 meczach i strzelił 3 gole. Grał na tyle dobrze, że szkoleniowiec pierwszej drużyny VfB, Armin Veh, latem 2006 przeniósł go do kadry pierwszoligowej. W Bundeslidze Tasci zadebiutował 20 sierpnia w wygranym 3:2 wyjazdowym meczu z Arminią Bielefeld. Tydzień późnej w przegranym 1:3 meczu z Borussią Dortmund zdobył swojego pierwszego gola w lidze. Tasci spisywał się na tyle dobrze, że do końca sezonu był jednym z podstawowych zawodników klubu ze Stuttgartu. W całym sezonie Serdar wystąpił łącznie w 26 ligowych meczach, zdobył 2 gole i przyczynił się do wywalczenia mistrzostwa Niemiec oraz awansu do finału Pucharu Niemiec (porażka 2:3 z 1. FC Nürnberg).

## Kariera reprezentacyjna
Tasci miał do wyboru występy w reprezentacji Turcji oraz reprezentacji Niemiec i ostatecznie wybrał kraj, w którym się urodził i wychował. Występował w młodzieżowych drużynach U-16, U-17, U-18 i U-19. Natomiast 6 lutego zadebiutował w kadrze U-21 w wygranym 2:0 meczu ze Szkocją.
20 sierpnia 2008 zadebiutował w pierwszej reprezentacji Niemiec. Wraz z reprezentacją zdobył brązowy medal na Mistrzostwach Świata 2010, występując w meczu o 3. miejsce

## Sukcesy

### VfB Stuttgart
- Mistrzostwo Niemiec: 2006/2007

### Bayern Monachium
- Mistrzostwo Niemiec: 2015/2016
- Puchar Niemiec: 2015/2016

### Spartak Moskwa
- Mistrzostwo Rosji: 2016/17

### Reprezentacyjne
- 3. miejsce na Mistrzostwach świata: 2010